# 秋冬山水図
秋冬山水図（しゅうとうさんすいず）、あるいは紙本墨画秋冬山水図（しほんぼくがしゅうとうさんすいず）は、室町時代の禅僧で著名な画家である雪舟による水墨画である。東京国立博物館が所蔵している。もともとは四季すべての絵が揃っていたと考えられているが、現在はそのうち2つ、冬景と一般的には秋景と考えられているものしか残っていない。中国の風景画に影響を受けた日本美術の傑作であると考えられており、1953年3月31日に国宝に指定された。

## 内容

### 秋景
秋の風景は紙の上側に向かって流れる川を描き、遠景に高い建物が見える。後ろにはかすかに山が見える。川の対岸に腰掛けたふたりの高士が会話をしており、上は広々とした空が広がっている。
綿田稔によると、この風景は「夏」だと考えられていたこともあり、さらには春のモチーフとしてよく使われる梅の木のようなものが描かれているため「春」の可能性もあるという。

### 冬景
冬の風景は後ろに広大な空が広がる秋の風景とは対照的に崖があり、遠景の建物に向かってひとり登る旅人が描かれている。中心にあるぎざぎざの縦線は崖の岩の肌理と大きさ、奥行きを表現している。背景の木々は冬らしく枯れている。白黒の明暗だけで冬景色の広がりを描いており、白は雪を示し、灰色が肌理、陰、解けかけてぬかるんだ雪を表現している。降りしきる雪を表現するために背景はぼかしてある。
冬景は「レンズの絞りのような」画面構成の絵画であると評価されている。范寛や夏珪の影響を受けつつ、その伝統に独自性を持ち込んだ作品である。美術史家の熊谷宣夫や蓮實重康は、フランスの画家ポール・セザンヌを引き合いに出し、キュビスムとの類似性を指摘している。一方で島尾新は、1956年に世界平和評議会が選定した世界十大文化人の中に雪舟が入ったことによって沸き起こった雪舟ブームの中で、雪舟を世界の中に位置づける必要性から、西洋絵画との比較評が行われたことを指摘している。

## 制作背景
1468年、48歳の雪舟は当時の風景画の手法やスタイルを学ぶために明に留学した。雪舟は最初は周文や如拙のもとで学んでいたが、北京や寧波などを含むさまざまな都市や地域を幅広く旅した経験が、後に「秋冬山水図」を描く際に役立つこととなった。禅僧として雪舟は旅の最中に自然を観察・考察し、そこから季節の雰囲気をよくとらえた風景画が生まれることとなった。「秋冬山水図」は夏珪の作品のスタイルを参考にしている。東京国立博物館には初期に制作されたと見られる別の「四季山水図」が四幅遺存しており、この作品ももともとは四季山水図であったと考えられるが、そのうち2つが失われた。「秋冬山水図」の制作年代についてははっきりと分かっていないが、山口県の毛利博物館が所蔵する「山水長巻」と呼ばれる四季山水図には文明18年（1486年）の落款があり、これまで「山水長巻」よりも若い作品であるというのが通説であったが、近年においては「山水長巻」と同じ頃の作品であるという見方が強まり、「山水長巻」以降に制作されたとする説も出てきている。

## 展示
もともとは京都市左京区にある天台宗の寺院である曼殊院にあった。1936年に東京国立博物館に移管された。1939年には日独間で結ばれた防共協定に関連する文化事業としてドイツ側からの要請を受け、ベルリン美術館で開催された伯林日本古美術展覧会にて他の国宝や重要文化財とともに展示された。1953年に国宝に指定された。1976年に新しい台紙や箱などを用いて補修が行われた。東京国立博物館の常設展に含まれており、雪舟展などで巡回展示されることもある。